# 国鉄シキ1形貨車 (初代)
国鉄シキ1形貨車（こくてつシキ1がたかしゃ）は、1913年（大正2年）10月に鉄道院新橋工場で4両が製造された、日本国有鉄道の前身である鉄道院・鉄道省に在籍した28トン積み平床式大物車である。当初は明治44年称号規程での無蓋車材木車兼用のオトチ6490形のオトチ6490 - オトチ6493で、1915年（大正4年）4月に重量品運搬車のオシウ35形に形式変更され、オシウ35 - オシウ38となった。さらに1928年（昭和3年）に称号規定改正により、シキ1 - シキ4となった。なお、シキ1については、後にフレキシバン輸送用の車両で同じ形式・番号を付けた国鉄シキ1形貨車 (2代)が存在するが、全く異なる車両である。
全長6,001 mm（車体長5,442 mm）と短い車体ながらボギー車で、菱枠台車（後にTR15形となる）を装備していた。この台車の中心間距離は2,819 mmと非常に短いものであった。主に橋桁などの重量物を2両のシキ1形の間に渡しかけて搭載する形で輸送するためのもので、曲線走行時の位置変化を吸収するための回転枕木を車体中央に備えていた。また単独で使用する際は回転枕木を除去した状態で貨物を固定して使用していた。
1932年（昭和7年）に4両とも廃車となった。